# Atomaria rhenanonum
Atomaria rhenanonum är en skalbaggsart som beskrevs av Ernst Gustav Kraatz 1853. Atomaria rhenanonum ingår i släktet Atomaria, och familjen fuktbaggar. Arten är reproducerande i Sverige.